# Die verschwundene Frau (1929)
Die verschwundene Frau ist eine österreichische Stummfilm-Komödie aus dem Jahre 1929 von Karl Leiter mit Harry Halm und Iris Arlan in den Hauptrollen. Der Geschichte liegt ein Roman von Max Dürr zugrunde.

## Handlung
Im Hause der Eheleute Bertram dreht sich alles um die Hündin Susi, die das Ein und Alles für Herrchen Adam ist. Ehefrau Eva sieht das ganz anders, sie und die alternde Hündin sind einander überhaupt nicht grün. Als Adam wegen einer mit Susi zusammenhängenden Nichtigkeit das gesamte Hauspersonal kurzerhand feuert, reicht es Eva: Es kommt zum heftigen Eklat mit dem Gatten, und Eva erklärt, sie werde das Haus verlassen und erst zurückkehren, wenn der Hund verschwunden ist. Adam wird nach einiger Zeit mürbe und lässt via Susi seinem Freund Dr. Fritz Steiner einen Brief zukommen, in dem Adam offenbar Fritz darum bittet, den Hund zu vergiften. Der Brief geht verloren und gerät über Umwege in die Hände des Ortspolizisten Ameisel, der beim entscheidenden Krach zwischen Adam und Eva anwesend war. Der zieht daraufhin aus dem Vergiftungsansinnen falsche Schlüsse, und da Eva die titelgebende verschwundene Frau ist, nimmt er an, dass Adam Bertram seine Gattin vergiftet haben müsse. Adam wird infolgedessen wegen Mordverdachts verhaftet.
Dr. Steiner selbst hat ganz andere Sorgen. Er hat jüngst eine Frau beim Baden in einem Weiher kennengelernt und ihr ihre Kleider, die wiederum deren Hund entführte, zurückgeholt. Daraufhin ist man sich näher gekommen. Da man sich offiziell nicht vorgestellt hatte, versucht nun Steiner, den Namen jener Unbekannten nachträglich zu erfahren. Ein Telegramm, das Steiner bei der Identitätssuche jener Unbekannten helfen könnte, beordert ihn kurzfristig nach Wien, und da Polizist Ameisel alles ganz genau beobachtet, was mit Adam Bertram, der Hündin Susi und der verschwundenen Frau Bertram zu tun hatte, und Adams in seine Hände gelangter Brief an Steiner zentraler Bestandteil einer Mordermittlung ist, nimmt der einfältige Dorfschutzmann an, dass der nach Wien abberufene Dr. Steiner womöglich auf der Flucht sei, da er ein Mittäter am Verbrechen zu Ungunsten von Eva Bertram sein könnte. Damit gerät auch Steiner auf die Fahndungsliste.
Eva Bertram hält sich derweil inkognito in Velden am Wörther See auf und lässt es sich dort gut gehen. Da ihr Gatte sie in ihrem eigentlichen Zielort St. Wolfgang vermutete und dort nach ihr suchen ließ, bleibt Eva auch weiterhin verschwunden. Die ist derweil erneut abgereist, nachdem es in Velden zu einer hässlichen Eifersuchtsszene mit einer Tänzerin gekommen war, die Eva unterstellte, ihr ihren Galan ausspannen zu wollen. Ihre Hotelrechnung hat Eva mit einem Scheck beglichen. Dieser Scheck aber, der die Unterschrift einer mutmaßlich „Ermordeten“ trägt, führt dazu, dass man nach der angeblichen Scheckfälscherin, die eventuell auch eine Mordkomplizin sein könnte, fahndet. Eva wird aufgespürt, verhaftet und … des Mordes an sich selbst angeklagt. Endlich klärt sich alles auf, und die „Tote“ kehrt zu ihrem Gatten zurück.

## Produktionsnotizen
Die verschwundene Frau entstand wohl im Winter 1928/29 mit Außenaufnahmen am Wörthersee und erlebte seine Wiener Premiere am 22. März 1929. Der mit Jugendverbot belegte Sechsakter maß eine Länge von etwa 2500 Meter. 
Die Filmbauten entwarf Hans Ledersteger.

## Wissenswertes
In diesem Film gab Peter Lorre seinen lange Zeit unbemerkt gebliebenen Einstand – er spielte einen Zahnarztpatienten – vor der Kamera. Er selbst hatte Zeit seines Lebens behauptet, sein von der Unterwelt gejagte Mörder in Fritz Langs M, mit dem Lorre schlagartig berühmt wurde, sei seine erste Filmrolle gewesen.
Der Film galt lange Zeit als verschollen und wurde erst 1984 wiederentdeckt. Erst bei der Restaurierung des Streifens 1996 wurde man auf Lorres Part aufmerksam.

## Kritiken
Der Tag meinte: „Ein nicht alltägliches Sujet läßt vor dem Zuschauer ein buntes, an Pikanterien reiches Spiel entfalten, komische Mißverständnisse und Verwechslungen jagen einander, schöne Landschaften erfreuen das Auge und ein vorzügliches Ensemble gibt dem Film darstellerisches Niveau.“
Für Die Stunde war der Streifen „Ein heiterer Wiener Film, voll pikanter Abenteuer.“.
Das Neue Wiener Journal zog folgendes Resümee: „Die äußerst lustige Handlung dieses neuen Wiener Films, der unter der humor- und schwungvollen Regie Karl Leiters eine mit höchst wirksamen Details ausgestattete, originelle Gestaltung erfuhr, baut sich auf einer Kette amüsantester Zufälle auf.“.
Die Unzufriedene befand: „Der Film ist sehr lustig, schauspielerisch zwar schwach, aber regietechnisch und photographisch sauber.“